# شهرستان ویچیتا (کانزاس)
شهرستان ویچیتا، کانزاس (به انگلیسی: Wichita County, Kansas) یک سکونتگاه مسکونی در ایالات متحده آمریکا است که در کانزاس واقع شده‌است.